# Victoriasee
Der Victoriasee (auch Viktoriasee, Victoria Nyanza, Nam Lolwe, Nnalubaale, Ukerewe) liegt in Ostafrika und ist Teil der Staaten Tansania, Uganda und Kenia.
Er ist nach der britischen Königin Viktoria benannt und zugleich der drittgrößte See (nach dem Kaspischen Meer und dem Oberen See) und der flächenmäßig zweitgrößte Süßwassersee der Welt (nach dem Oberen See). Der Victoriasee ist der größte See Afrikas, er verfügt über ein Einzugsgebiet von 193.000 km². Er hat eine Oberfläche von 68.800 km², dies entspricht in etwa der Fläche Bayerns oder Irlands. An den Ufern lebten 2007 etwa 30 Millionen Menschen in drei benachbarten Staaten.

## Geographie

Victoriasee und das Rift

Der See befindet sich in der ostafrikanischen Hochebene. Die Fläche des Sees teilen sich die Staaten Tansania (49 % der Seefläche), Uganda (45 %) und Kenia (6 %). Seine Küstenlinie hat eine Länge von 3450 km, davon entfallen 1750 km auf
Tansania, 1150 km auf Uganda und 550 km auf Kenia.
Während der Victoriasee im Westen vom Kagera-Nil gespeist wird, befindet sich sein Abfluss im Norden – dies ist der Victoria-Nil (daher wird der See als dessen Quelle betrachtet, nicht aber als die Nilquelle). Die größte Insel ist mit 560 km² Ukerewe vor dem Südufer. Weite Strecken seines Ufers werden von ausgedehnten Papyrussümpfen gesäumt.
Die Region um den Victoriasee ist relativ niederschlagsreich: Der durchschnittliche Niederschlag wird mit 1015 Millimeter pro Jahr angegeben. 85 % des Seewassers erhält der Victoriasee von Niederschlägen, 15 % von Zuflüssen (u. a. den Flüssen Kagera, Nzoia, Sio und Yala). Die Verdunstung ist hoch und entspricht 85 % des aus dem See abfließenden Wassers.
Der Victoriasee ist erdgeschichtlich ein sehr junger See, sein Alter wird auf weniger als eine Million Jahre geschätzt. Vor 14.700 Jahren ist er das letzte Mal komplett ausgetrocknet. Er weist einen erstaunlichen Artenreichtum auf.
Der Victoriasee wurde am 3. August 1858 vom britischen Entdecker John Hanning Speke neu für die westliche Welt entdeckt und nach der damaligen britischen Königin, Victoria, benannt. 1875 bereiste Henry Morton Stanley den See mit seinem Schiff Lady Alice, wobei er ihn einmal komplett umrundete.

## Entstehungsgeschichte

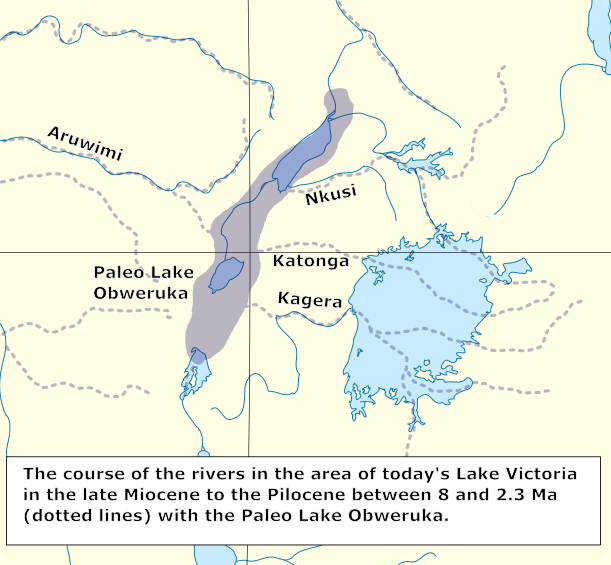
Der Verlauf der Flüsse im Gebiet des heutigen Viktoriasees im späten Miozän bis zum Pliozän zwischen 8 und 2.3 Ma

Es gibt die Theorie, dass das Gebiet des heutigen Sees ursprünglich nach Westen in den Kongo entwässerte. Bei einem tektonischen Bruch wurden die Ränder der Bruchkanten angehoben und es entstand das Becken, das heute mit Wasser gefüllt ist. Ein Indiz für diese Theorie ist der Verlauf des Flusses Katonga, in dessen Flussbett sich mittlerweile eine neue Wasserscheide gebildet hat und der nun nach Westen in den Georgsee und nach Osten in den Viktoriasee entwässert. Vergleichbares lässt sich auch an den Koki-Seen beobachten, die bei Hochwasser immer noch nach Westen in den Kangera abfließen. Ein weiteres Beispiel ist der Verlauf der beiden Flüsse Nkusi (Albertsee) und Kafu (Kyogasee). Auch der Kagera und der Ruizi haben bei diesem Prozess ihre Fließrichtung umgedreht.

## Einzugsgebiet

Das Einzugsgebiet des Viktoriasses mit den einzelnen Untereinzugsgebieten

Das Einzugsgebiet des Sees erstreckt sich über die Länder Burundi, Ruanda, Uganda, Kenia und Tansania. Es hat, je nach Quelle, eine Fläche zwischen 192.000 und 197.446 km². In der folgenden Tabelle sind die Zuflüsse bzw. Einzugsgebiete im Uhrzeigersinn aufgelistet, beginnend an der Grenze zwischen Uganda und Kenia.
| Fluss (bzw. Einzugsgebiet)                      | Einzugsgebiets Fläche (in km²)   | Abfluss (in m³/s) | Prozent des Zuflusses |
| ----------------------------------------------- | -------------------------------- | ----------------- | --------------------- |
| Sio                                             | 1450                             | 11,4              | 1,5                   |
| Nzoia                                           | 12.676                           | 115,3             | 14,8                  |
| Yala                                            | 3351                             | 37,6              | 4,8                   |
| Nyando                                          | 3652                             | 18,0              | 2,3                   |
| North Awach                                     | 1985                             | 3,7               | 0,5                   |
| South Awach                                     | 3156                             | 5,9               | 0,8                   |
| Sondu                                           | 3508                             | 42,2              | 5,4                   |
| Gucha-Migori                                    | 6600                             | 58                | 7,5                   |
| Mara                                            | 13.393                           | 37,5              | 4,8                   |
| Grumeti                                         | 13.363                           | 11,5              | 1,5                   |
| Mbalageti                                       | 3591                             | 4,3               | 0,5                   |
| Ostufer (Mori, Mugango, Suguti, Bunda, Ukerewe) | 6649 (2436,1141, 1033,1455, 584) | 18,6              | 2,4                   |
| Simiyu                                          | 11.577                           | 39,0              | 5,0                   |
| Magogo-Moame                                    | 5170                             | 8,3               | 1,1                   |
| Nyashishi                                       | 1565                             | 1,6               | 0,2                   |
| Isanga                                          | 6812                             | 30,6              | 3,9                   |
| Südufer                                         | 8681                             | 25,6              | 3,3                   |
| Biharamulo                                      | 1928                             | 17,8              | 2,3                   |
| Kagera (Akagera-Nil)                            | 59.682                           | 260,9             | 33,5                  |
| Westufer                                        | 733                              | 20,7              | 2,7                   |
| Kibale                                          | 8392                             | 3,2               | 0,4                   |
| Katonga                                         | 15.244                           | 5,1               | 0,7                   |
| Nordufer                                        | 4288                             | 1,5               | 0,2                   |
| Gesamt                                          | 197.446                          | 778,3             | 100                   |

## Vom natürlichen See zum Stausee
Das bisherige Volumen des Sees wurde durch den Bau des Owen-Falls-Damms, der 1954 bei Jinja am Victoria-Nil fertiggestellt wurde, künstlich vergrößert, so dass der natürliche See vom Wasser des dadurch entstandenen Stausees – „Victoria Reservoir“ genannt – überflutet wurde. Seitdem sind auch die etwas nördlich seines ehemaligen Nordufers bis dahin freiliegenden Owen- und Ripon Falls überflutet. Der See, dessen Wasseroberfläche bei Vollstau in 1134 Meter Höhe liegt, ist verschiedenen Angaben zufolge maximal 81 Meter oder 85 Meter und durchschnittlich 45 Meter tief. Durch die Aufstauung vergrößerte sich das Gesamtvolumen des Sees um 204,8 km³ auf insgesamt 2750 km³.
Nachdem 2002 Uganda ein zweites Wasserkraftwerk in diesem Gebiet in Betrieb genommen hatte, erreichte 2006 der Wasserspiegel des Sees einen Rekordtiefstand, wie er zum letzten Mal vor 80 Jahren gemessen wurde. Zwischen 2008 und 2014 stieg der Wasserstand wieder langsam auf ein durchschnittliches Niveau an.

Entwicklung des Wasserpegels des Victoriasees
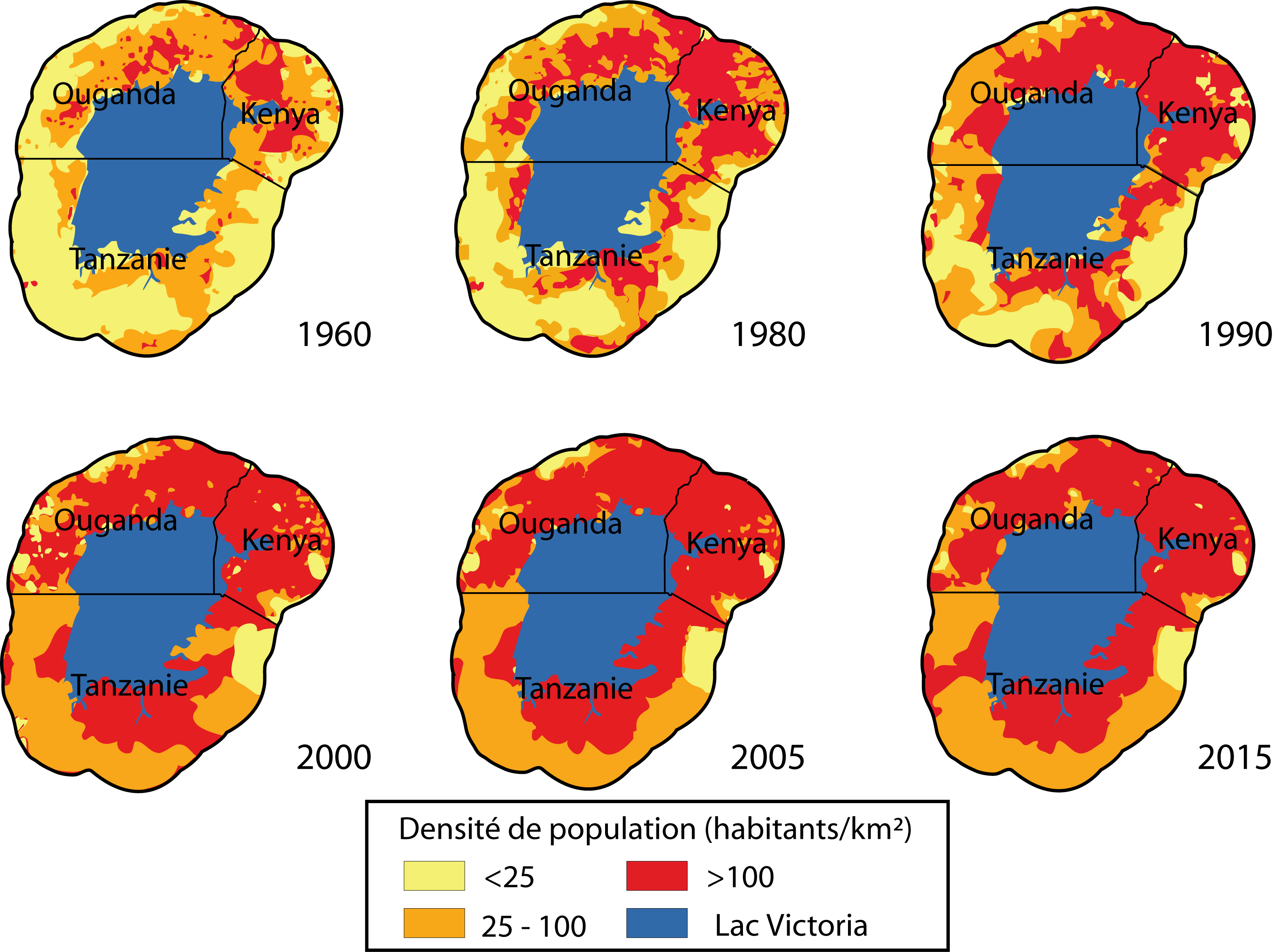
Bevölkerungsdichte um den Victoriasee
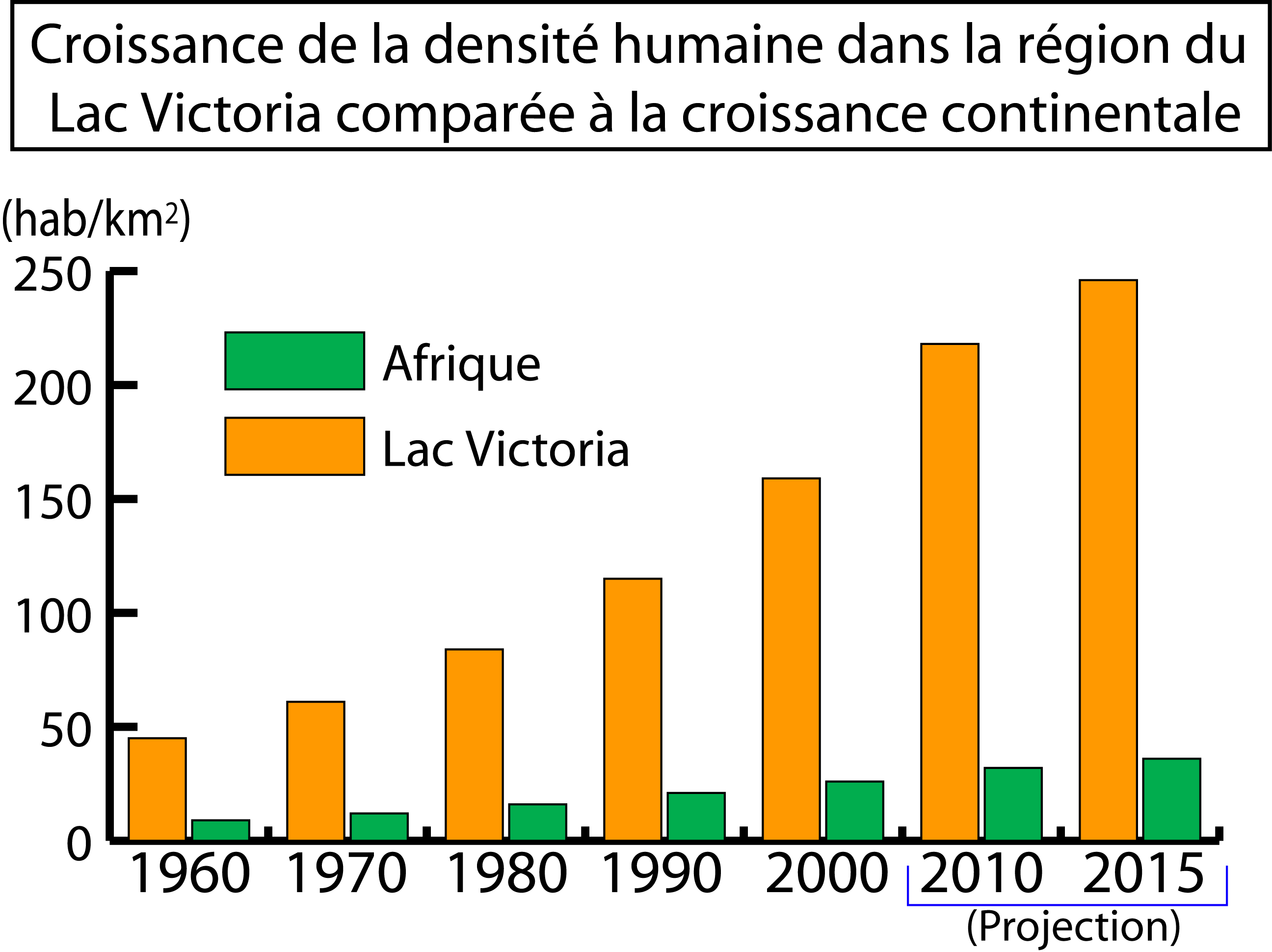
Wachstum der Bevölkerungsdichte um den Victoriasee

## Flora und Fauna
Neben dem Flusspferd gibt es im Victoriasee über 250 Fischarten. Ein großer Teil des Artenreichtums stellt die Familie der Buntbarsche (Cichliden), die, gemessen an der relativ kurzen Zeit seit der letzten Austrocknung des Sees, einen außerordentlich hohen Artenreichtum aufwiesen. Dieser war deshalb auch ein beliebtes Forschungsobjekt der Evolutionsbiologie.
| - Astatoreochromis alluaudi - Haplochromis acidens - Haplochromis aelocephalus - Haplochromis altigenis - Haplochromis annectidens, kritisch gefährdet - Haplochromis antleter - Haplochromis apogonoides - Haplochromis arcanus, wahrscheinlich ausgestorben - Haplochromis argens - Haplochromis argenteus, wahrscheinlich ausgestorben - Haplochromis artaxerxes, wahrscheinlich ausgestorben - Haplochromis azureus - Haplochromis barbarae, gefährdet - Haplochromis bareli - Haplochromis bartoni, wahrscheinlich ausgestorben - Haplochromis bayoni, wahrscheinlich ausgestorben - Haplochromis beadlei, kritisch gefährdet - Haplochromis bicolor, kritisch gefährdet - Haplochromis boops, wahrscheinlich ausgestorben - Haplochromis brownae, gefährdet - Haplochromis bwathondii - Haplochromis cassius - Haplochromis cavifrons, wahrscheinlich ausgestorben - Haplochromis chilotes, anfällig - Haplochromis chlorochrous - Haplochromis chromogynos, anfällig - Haplochromis chrysogynaion - Haplochromis cinctus - Haplochromis cinereus - Haplochromis cnester - Haplochromis coprologus - Haplochromis crassilabris, anfällig - Haplochromis crocopeplus - Haplochromis cronus - Haplochromis cryptodon - Haplochromis cryptogramma - Haplochromis cyaneus - Haplochromis decticostoma - Haplochromis degeni, in der Wildnis wahrscheinlich ausgestorben - Haplochromis dentex - Haplochromis dichrourus - Haplochromis diplotaenia - Haplochromis dolichorhynchus - Haplochromis empodisma - Haplochromis erythrocephalus - Haplochromis estor - Haplochromis eutaenia - Haplochromis fischeri - Haplochromis flavipinnis - Haplochromis flavus - Haplochromis fusiformis - Haplochromis gigas - Haplochromis gilberti - Haplochromis goldschmidti - Haplochromis gowersii - Haplochromis granti - Haplochromis greenwoodi - Haplochromis guiarti, kritisch gefährdet | - Haplochromis harpakteridion - Haplochromis heusinkveldi - Haplochromis hiatus - Haplochromis howesi - Haplochromis humilior - Haplochromis igneopinnis - Haplochromis iris - Haplochromis ishmaeli, in der Wildnis wahrscheinlich ausgestorben - Haplochromis katunzii - Haplochromis kujunjui - Haplochromis labriformis - Haplochromis lacrimosus - Haplochromis laparogramma - Haplochromis latifasciata, kritisch gefährdet - Haplochromis lividus, in der Wildnis wahrscheinlich ausgestorben - Haplochromis longirostris - Haplochromis luteus - Haplochromis macrocephalus - Haplochromis macrognathus - Haplochromis macrops - Haplochromis maculipinna, wahrscheinlich ausgestorben - Haplochromis maisomei - Haplochromis mandibularis - Haplochromis martini, wahrscheinlich ausgestorben - Haplochromis maxillaris, kritisch gefährdet - Haplochromis mbipi - Haplochromis megalops, wahrscheinlich ausgestorben - Haplochromis melanopterus, kritisch gefährdet - Haplochromis melanopus - Haplochromis melichrous - Haplochromis mento - Haplochromis michaeli, wahrscheinlich ausgestorben - Haplochromis microdon, wahrscheinlich ausgestorben - Haplochromis mylergates, wahrscheinlich ausgestorben - Haplochromis nanoserranus - Haplochromis nigrescens - Haplochromis nigricans - Haplochromis niloticus - Haplochromis nubilus - Haplochromis nuchisquamulatus, gefährdet - Haplochromis nyanzae, wahrscheinlich ausgestorben - Haplochromis nyererei - Haplochromis obesus - Haplochromis obliquidens, gefährdet - Haplochromis obtusidens - Haplochromis oligolepis - Haplochromis omnicaeruleus - Haplochromis pachycephalus, wahrscheinlich ausgestorben - Haplochromis pallidus - Haplochromis pancitrinus - Haplochromis paraguiarti - Haplochromis paraplagiostoma, wahrscheinlich ausgestorben - Haplochromis paropius, kritisch gefährdet - Haplochromis parorthostoma - Haplochromis parvidens | - Haplochromis pectoralis, wahrscheinlich ausgestorben - Haplochromis pellegrini - Haplochromis percoides - Haplochromis perrieri - Haplochromis pharyngomylus, wahrscheinlich ausgestorben - Haplochromis phytophagus, kritisch gefährdet - Haplochromis piceatus, gefährdet - Haplochromis pitmani - Haplochromis plagiodon - Haplochromis plagiostoma, kritisch gefährdet - Haplochromis plutonius - Haplochromis prodromus - Haplochromis prognathus - Haplochromis pseudopellegrini - Haplochromis ptistes - Haplochromis pundamilia - Haplochromis pyrrhocephalus - Haplochromis pyrrhopteryx - Haplochromis retrodens, wahrscheinlich ausgestorben - Haplochromis riponianus - Haplochromis rubripinnis - Haplochromis rufocaudalis - Haplochromis rufus - Haplochromis sauvagei - Haplochromis saxicola - Haplochromis serranus - Haplochromis simotes - Haplochromis spekii, wahrscheinlich ausgestorben - Haplochromis sphex - Haplochromis squamulatus, wahrscheinlich ausgestorben - Haplochromis sulphureus - Haplochromis tanaos - Haplochromis teegelaari, wahrscheinlich ausgestorben - Haplochromis teunisrasi - Haplochromis theliodon - Haplochromis thereuterion - Haplochromis thuragnathus, wahrscheinlich ausgestorben - Haplochromis tridens - Haplochromis tyrianthinus - Haplochromis ushindi - Haplochromis vanoijeni - Haplochromis velifer, anfällig - Haplochromis victoriae, kritisch gefährdet - Haplochromis victorianus, wahrscheinlich ausgestorben - Haplochromis vonlinnei, wahrscheinlich ausgestorben - Haplochromis welcommei, kritisch gefährdet - Haplochromis worthingtoni, kritisch gefährdet - Haplochromis xanthopteryx - Haplochromis xenognathus - Haplochromis xenostoma - Oreochromis esculentus, anfällig - Oreochromis variabilis, anfällig - Pseudocrenilabrus multicolor victoriae - Sarotherodon galilaeus galilaeus |

| - Enteromius apleurogramma - Enteromius cercops - Enteromius jacksoni - Enteromius kerstenii - Enteromius loveridgii - Enteromius magdalenae - Enteromius neumayeri - Enteromius nyanzae - Enteromius paludinosus - Enteromius profundus - Enteromius radiatus | - Enteromius sexradiatus - Enteromius trispilopleura - Enteromius viktorianus - Enteromius yongei - Labeobarbus acuticeps - Labeobarbus altianalis - Garra dembeensis - Labeo victorianus - Labeo werneri - Rastrineobola argentea |

## Ökologisches Desaster

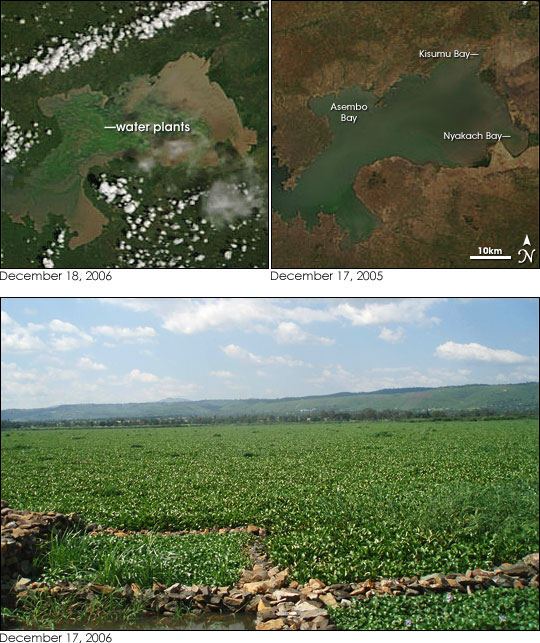
Ausbreitung der Wasserhyazinthen im Kavirondo Golf

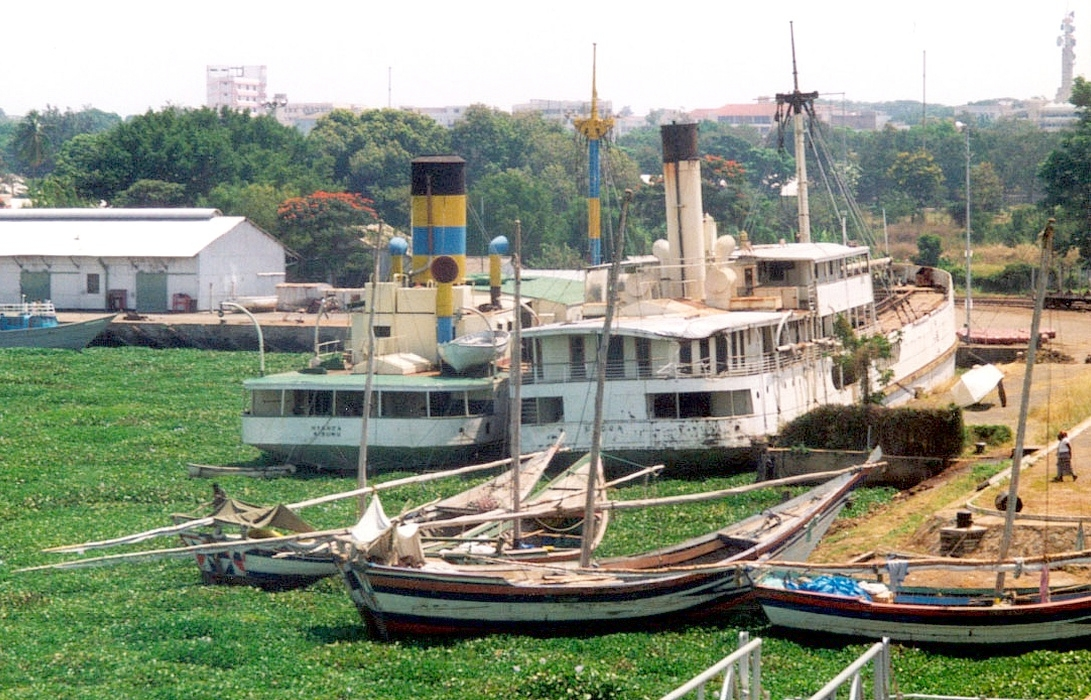
Hafen von Kisumu mit Wasserhyazinthen

In den 1960er Jahren wurde der Nilbarsch (Lates niloticus) als allochthone Art gezielt im Victoriasee angesiedelt, um einen kommerziell gut verwertbaren Speisefisch zu züchten. Auf die rasante Vermehrung dieses Neobionten folgte zwar der erwartete Aufschwung der exportorientierten Fischindustrie, sie endete allerdings in einem unerwarteten Desaster, da der Nilbarsch für das Aussterben eines Großteils der Buntbarscharten mitverantwortlich war und die einheimische Trockenfischindustrie ruinierte. Heute ist der Nilbarsch als „Viktoriabarsch“ im internationalen Fischhandel erhältlich. Durch konsequenten Konsum wurde allerdings auch der Nilbarsch stark dezimiert, was den anderen Fischarten wieder mehr Lebensraum zugesteht.
Ein weiteres Problem ist die ebenfalls nicht natürlich im Victoriasee vorkommende Wasserhyazinthe, die heute weite Flächen überwuchert. 1995 waren 90 % der ugandischen Küste mit dieser Pflanze bedeckt. Auch hier würde eine konsequente Nutzung zur ökologischen Entlastung beitragen.
Durch die dichte Besiedlung an seinen Ufern hat der See heute mit massiven Umweltproblemen wie z. B. Verschmutzung und Sauerstoffmangel zu kämpfen. Diese Krisenerscheinungen bewogen den Global Nature Fund, den Lake Victoria zum „bedrohten See des Jahres 2005“ zu erklären.
Laut einem 2018 erschienenen IUCN-Bericht sind ein Fünftel der 651 untersuchten Arten im Viktoriaseebecken vom Aussterben bedroht. Unter den 205 beschriebenen endemischen Arten sind drei Viertel stark gefährdet.

### Dokumentarfilm aus 2004 dazu
Die Hintergründe dieser Entwicklung werden im Film Darwin’s Nightmare (2004) durch Interviews dort Lebender angesprochen. Der viel beachtete Dokumentarfilm (107 Minuten) des Regisseurs Hubert Sauper ist eine französisch-belgisch-österreichische Koproduktion. Er wurde 2006 für einen Oscar nominiert.

## Weblinks

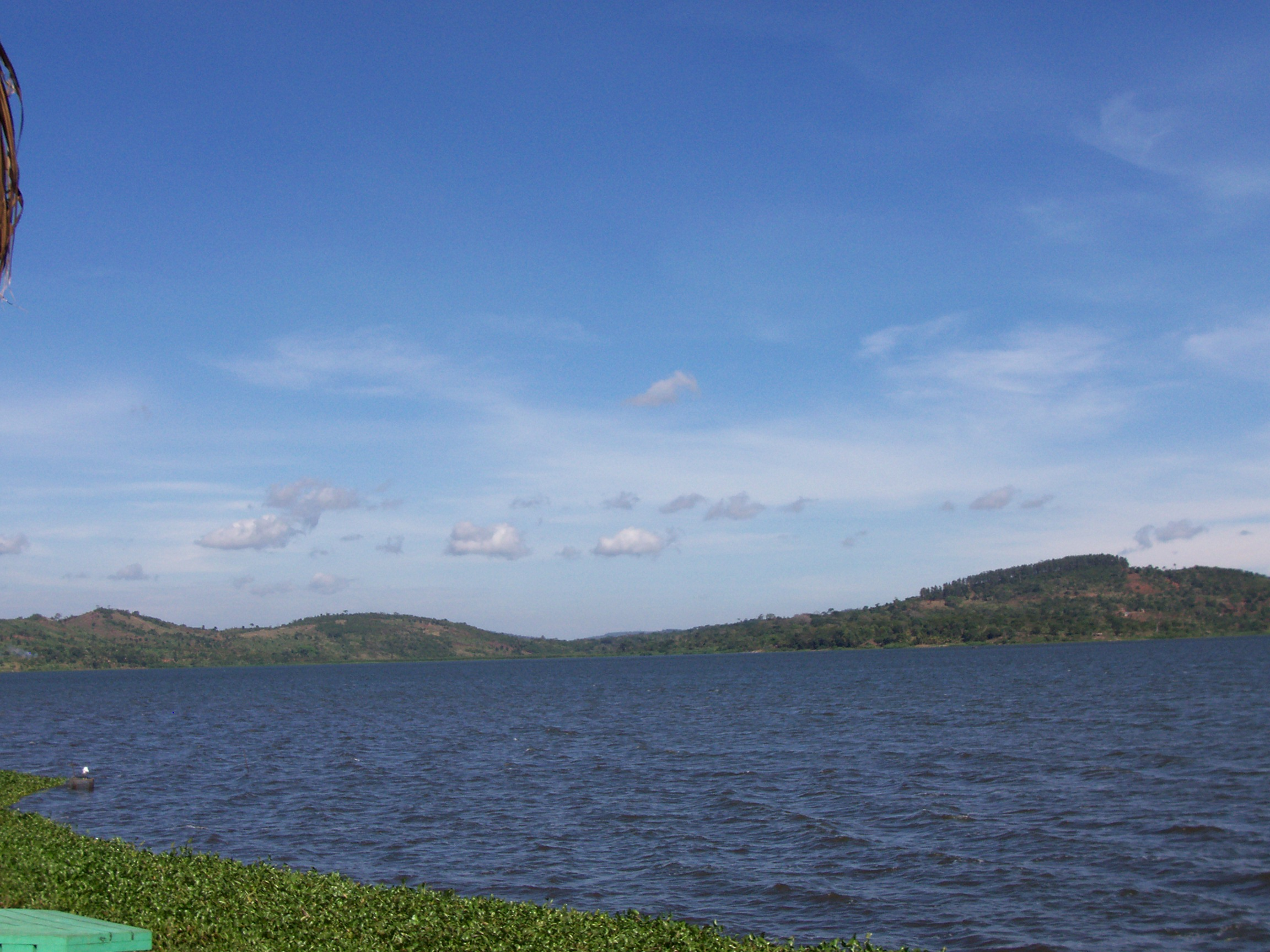
Küste vor Munyonyo, Kampala

## Inseln im Victoriasee
- Ssese-Inseln
  - Bugala
- Ukerewe
- Ukara
- Mfangano Island
- Rusinga Island
- Pyramid Island
- Migingo